# Cewice (plaats)
Cewice (Duits: Zewitz) is een dorp in het Poolse woiwodschap Pommeren, in het district Lęborski. De plaats maakt deel uit van de gemeente Cewice en telt 1687 inwoners.